# Atlantic College

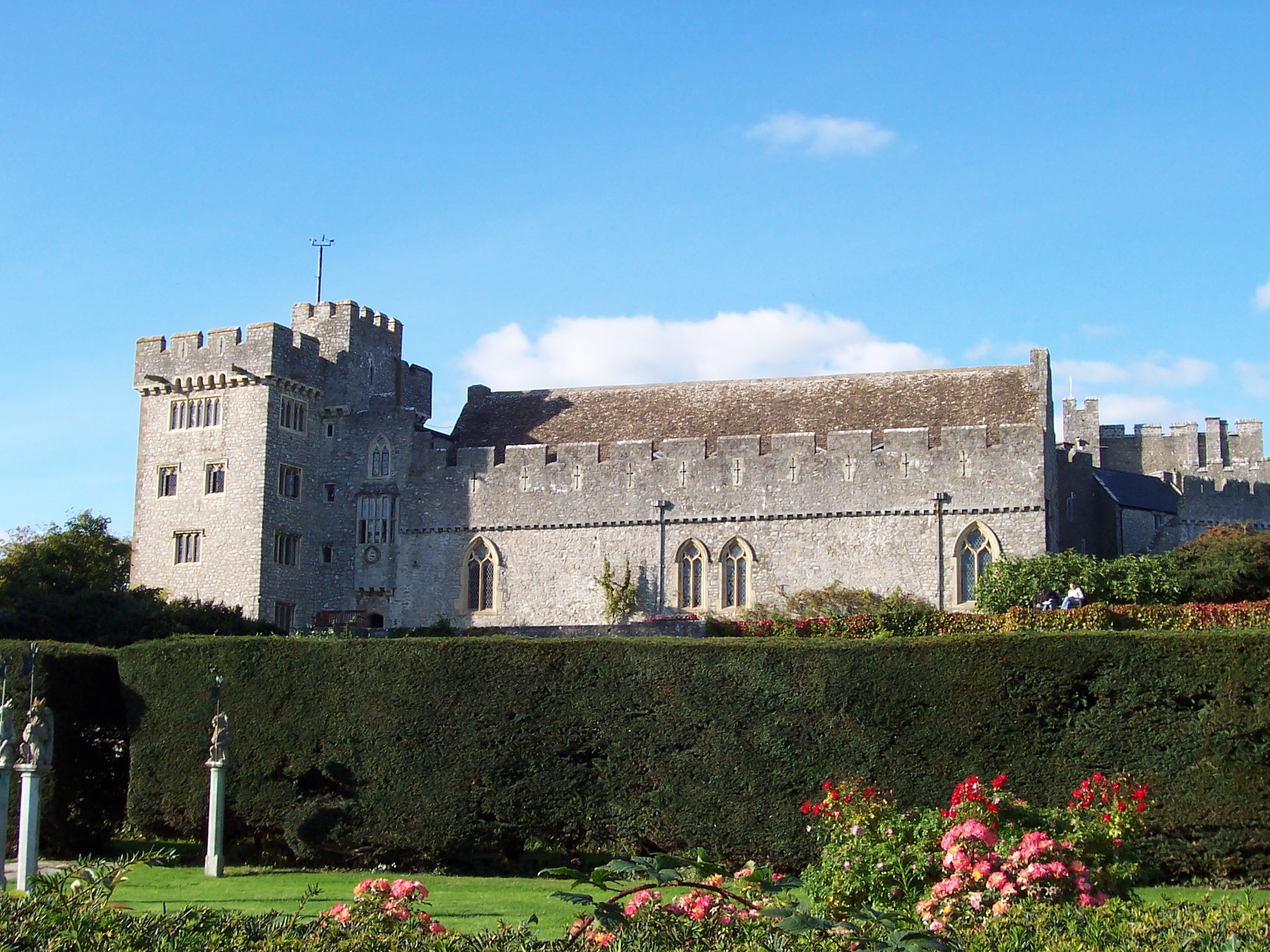
College

Het United World College of the Atlantic (kortweg UWC Atlantic College) is het oudste van de United World Colleges, een groep van scholen die door middel van internationale vorming en sociaal engagement opvoeden tot verdraagzaamheid en maatschappelijke verantwoordelijkheid. Zestien- tot achttienjarige studenten uit circa 80 landen leggen na de tweejarige opleiding het International Baccalaureate af. Het internaat werd in 1962 in Zuid-Wales opgericht door de Duitse pedagoog Kurt Hahn.
Vanaf het schooljaar 2021-2022 volgt de Nederlandse prinses Alexia der Nederlanden hier haar lessen. Ook de Belgische kroonprinses Elisabeth van België studeerde hier.

## Geschiedenis
In 1956 werd Kurt Hahn (onder andere stichter van internaten in het Zuid-Duitse Salem en het Schotse Gordonstoun) uitgenodigd een gastcollege te geven tijdens een NAVO-conferentie. Hij was daar getuige van de samenwerking en vriendschap van mensen, die kort daarvoor tijdens de Tweede Wereldoorlog nog elkaars vijanden waren geweest. Hahn vatte het idee op om jonge mensen op eenzelfde wijze samen te brengen om zo de vijandigheid als gevolg van de Koude Oorlog te overwinnen. De jongeren moesten oud genoeg zijn om in hun eigen cultuur geworteld te zijn, maar tegelijkertijd nog open staan voor nieuwe ideeën. Leerlingen uit alle landen moesten naargelang van hun academische prestaties en sociale engagement en onafhankelijk van financiële middelen of hun eerdere sociale, politieke, culturele, religieuze en etnische achtergrond uitgekozen worden.
Gesteund door ruimhartige giften (onder andere van de Franse zakenman Antonin Besse) en geïnspireerd door Hahns ideeën slaagde een groep rond admiraal Desmond Hoare en luchtmaarschalk Sir Lawrance Darvall er in 1960 in het St. Donat' Castle, een kasteel in Zuid Wales, te verwerven. Aldaar werd in 1962 het UWC Atlantic College geopend en sindsdien in de geest van Hahn geëxploiteerd.
Het UWC Atlantic College was in 1968 een van de eerste zeven scholen wereldwijd en de eerste in het Verenigd Koninkrijk, die een internationaal leerplan volgde. In 1971 voerde het UWC Atlantic College wereldwijd als eerste het International Baccalaureate als enige afronding van de opleiding in. Aan het college werden en worden nog steeds nieuwe vakken ontwikkeld, zoals ecologische systemen, wereldreligies en vredesvraagstukken.

## Locatie en campus
Het UWC Atlantic College is gelegen aan de zuidkust van Wales in Llantwit Major, een half uur rijden per auto van Cardiff. Het hart van het college wordt gevormd door het in de 12e eeuw gebouwde St Donat’s Castle. Op de 60 ha. grote campus bevinden zich onder andere zeven internaatsgebouwen, waarin permanent 40 jongeren uit verschillende landen, begeleid door ‘kostschool-ouders', samen wonen en leren.

## Schoolconcept
De meerderheid van de leerlingen van het UWC Atlantic College bestaat uit studenten, aan wie door nationale selectiecomités een studiebeurs is toegekend op grond van hun studieresultaten, hun sociale engagement en hun openheid naar andere culturen. Het academisch niveau is hoog en de resultaten van de afgestudeerden voor het International Baccalaureate liggen regelmatig boven het internationale gemiddelde. Er wordt, zoals in alle United World Colleges, veel waarde gehecht aan buitenschools engagement, interculturele verstandhouding en sociale verantwoordelijkheid, getoond hetzij in een van de verplichte diensten (karakteristiek in dat opzicht voor het Atlantic College zijn drie reddingsbootploegen), hetzij in de vele activiteiten, die door de studenten zelf worden georganiseerd. Veel afgestudeerden blijven zich hun leven lang verbonden voelen met het UWC Atlantic College.

## Leergangen
Het International Baccalaureate biedt zowel evenwicht als diepgang. Studenten kiezen zes onderwerpen uit zes leergangen: twee talen, waarvan de moedertaal er een is, evenals cursussen maatschappijleer, experimentele wetenschappen, wiskunde en de De Kunsten.
De volgende categorieën leergangen zijn beschikbaar op het UWC Atlantic College ( per aug. 2010):
- Categorie 1: Talen A: Een keuze uit 18 talen. Zeven Europese talen worden gedoceerd door leraren en vier in zelfstudie gedaan. Zeven Afrikaanse en Aziatische talen in zelfstudie.
- Categorie 2, Talen B: een keuze uit 6 talen voor zowel beginners als gevorderden (Engels, Frans, Duits, Spaans, Japans en Arabisch).
- Categorie 3. Maatschappijleer: een keuze uit 7 onderwerpen: (geografie, sociale wetenschappen, geschiedenis en religie).
- Categorie 4, Wetenschap: een keuze uit 5 onderwerpen, drie wetenschappen, waarvan twee gerelateerd aan ontwerp en milieukunde;
- Categorie 5: Wiskunde, vier leergangen;
- Categorie 6, De Kunsten, drie leergangen.

## Bekende afgestudeerden
- Edoardo Agnelli (1954–2000), erfgenaam / eigenaar van Fiat.
- Aernout van Lynden (1954–), Nederlands-Brits oorlogsverslaggever en Midden-Oosten-correspondent.
- Jamal Mahjoub(1960-), Brits-Soedanees schrijver.
- Spyros Niarchos (1955–), Griekse scheepsmagnaat.
- Julie Payette (1963–), Canadese astronaut.
- Harold Boël (1964-), Belgische ondernemer.
- Willem-Alexander der Nederlanden, (1967–), Koning der Nederlanden.
- Eluned Morgan (1967–), voormalig Welsh Europarlementariër Labour partij.
- Michiel van Hulten, (1969-), voormalig Nederlands Europarlementariër en partijvoorzitter PvdA.
- Louise Leakey (1972–), Keniaanse paleontologe.
- Ashraf Johaardien (1974–), Zuid-Afrikaanse toneelschrijver, acteur en columnist.
- Felicitas von Lovenberg (1974-)], Duitse journaliste, schrijfster en literatuurcriticus.
- Sally El Hosaini (1976–), Welsh - Egyptische scenarioschrijfster en filmregisseur.
- Raiyah Bint Al Hussein (1986-), dochter van koning Hoessein van Jordanië en koningin Noor van Jordanië.
- Elisabeth van België (2001-), kroonprinses België
- E. Tendayi Achiume (1984-), professor International human rights clinic UCLA en internationaal mensenrechten rapporteur van de Verenigde Naties.